# Божидар Божилов
Божидар Божилов е български поет, публицист, преводач, критик и драматург.

## Биография
Роден във Варна на 5 април 1923 г. Завършва гимназия в родния си град. Следва право и медицина, като завършва право в Софийския университет „Св. Климент Охридски”.
Член е на РМС от 1940 г., на БКП – от 1944 г.
За пръв път печата във вестник „Завой“  (1939 – 1941). По-късно вече 16-годишен, през 1939 г. издава сборника стихотворения и поеми „Трета класа“, в които изразява недоволството си към тогавашната действителност и съчувствието си към хората от народа.
Отначало работи като редактор в периодичния печат, а след 9 септември 1944 г. – в отдела за литература при Радио София.
Член е на Управителния съвет на Съюза на българските писатели (6 юли 1962 – 18 декември 1984).
Главен редактор на списание „Пламък“ (14 юни 1966 – януари 1970).
Почетен член и гостуващ професор е на Айовския университет – Айова, САЩ (1976).
От 6 юни 1974 г. е заместник-председател на Съюза на българските преводачи, негов първи заместник-председател (5 юни 1979 – 10 март 1989). Главен редактор на списание „Радио преглед“, вестник „Литературен фронт“ (8 юни 1972 – 1973), редактор на отдел „Поезия“ в издателство „Български писател“, директор на издателство „Народна култура“ (1973 – месец април 1980), главен редактор на в. „Пулс“ (1980 – месец май 1984), главен редактор на списание „Факел“ (15 май 1984 – 1996).
Умира на 13 януари 2006 г. в София.

## Творчество
Автор е на над 50 книги със стихове, разкази, критика, пиеси и преводи.
Книгите му са превеждани на руски, английски, италиански, хинди, арабски и много други езици.
Съставител на антология на българската поезия на английски език. Преводач на Шекспир и Уилям Мередит. Един от съставителите на „Антология на новата гръцка поезия“ в 2 тома (1960), преводач на гръцки и руски поети. Съставител на антологията „Докато обичам – поетеси от цял свят за любовта“ (1982) и на „Георги Михайлов. Избрани преводи“ (НК, 1976). Анкета: Александър Пиндиков. Божидар Божилов. (1986).

## Признание и награди
Носител на Димитровската награда (1951). Народен деятел на изкуството и културата (1975).